# Estación de Langwiesen
La estación de Langwiesen es una estación ferroviaria de la localidad suiza de Langwiesen, perteneciente de la comuna suiza de Feuerthalen, en el Cantón de Turgovia.

## Historia y situación
La estación de Langwiesen fue abierta en el año 1894 con la inauguración del tramo Schaffhausen - Etzwilen de la Seelinie Schaffhausen - Rorschach por el Schweizerische Nordostbahn (NOB). NOB se integró en 1902 en los SBB-CFF-FFS.
La estación se encuentra ubicada en el centro del núcleo urbano de Langwiesen, en el este de la comuna de Feuerthalen. Consta de un único andén lateral al que accede una vía pasante.
La estación está situada en términos ferroviarios en la línea Schaffhausen - Rorschach. Sus dependencias ferroviarias colaterales son la estación de Feuerthalen hacia Schaffhausen y la estación de Schlatt en dirección Rorschach.

## Servicios ferroviarios
Los servicios son prestados por SBB-CFF-FFS:

### S-Bahn San Galo
En la estación efectúan parada los trenes de cercanías de dos líneas de la red S-Bahn San Galo:
- S 3 Schaffhausen - Stein am Rhein - Kreuzlingen – Romanshorn - Wittenbach – San Galo – San Galo Haggen
- S 8 Schaffhausen - Stein am Rhein – Kreuzlingen – Romanshorn - Rorschach

### S-Bahn Zúrich
La estación está integrada dentro de la red de trenes de cercanías S-Bahn Zúrich, y en la que efectúan parada los trenes de una línea perteneciente a S-Bahn Zúrich:
- S N3 Winterthur – Schaffhausen (– Stein am Rhein)